# Hugo-díjas nem sci-fi-könyvek
A Hugo-díjat a „Non fiction” kategóriában 1980-ban osztották ki először. 1999-től Hugo-díjas kapcsolódó Könyvek lett a díj neve.

## Győztesek és jelöltek
| ÉV   | Győztes | Többi jelölt |
| ---- | --- | --- |
| 2013 | Writing Excuses, Season 7, írta: Brandon Sanderson, Dan Wells, Howard Tayler, Mary Robinette Kowal, Jordan Sanderson | |
| 2012 | Encyclopedia of Science Fiction szerkesztette: John Clute, David Langford, Peter Nicholls és Graham Sleight          | |
| 2011 | Chicks Dig Time Lords: A Celebration of Doctor Who by the Women Who Love It írta: Lynne M. Thomas és Tara O'Shea     | |
| 2010 | This is Me, Jack Vance! (Or, More Properly, This is "I") írta: Jack Vance                                            | |
| 2009 | Your Hate Mail Will be Graded: A Decade of Whatever, 1998–2008 írta: John Scalzi                                     | |
| 2008 | Brave New Words: the Oxford Dictionary of Science írta: Jeff Prucher                                                 | |
| 2007 | The Double Life of Alice B. Sheldon írta: Julie Phillips és James Tiptree, Jr.                                       | |
| 2006 | Storyteller: Writing Lessons and More from 27 Years of the Clarion Writers' Workshop írta: Kate Wilhelm              | |
| 2005 | The Cambridge Companion to Science Fiction írta: Edward James és Farah Mendlesohn                                    | |
| 2004 | Chesley Awards for SF & Fantasy Art: A Retrospective írta: John Grant, Elizabeth L. Humphrey és Pamela D. Scoville   | |
| 2003 | Better to Have Loved: The Life of Judith Merril írta:Judith Merril és Emily Pohl-Weary                               | |
| 2002 | The Art of Chesley Bonestell írta: Ron Miller, Frederick C. Durant III és Melvin H. Schuetz                          | |
| 2001 | Greetings from Earth: The Art of Bob Eggleton írta: Bob Eggleton és Nigel Suckling                                   | |
| 2000 | Science Fiction of the 20th Century írta: Frank M. Robinson                                                          | |
| 1999 | Dreams Our Stuff Is Made Of: How Science Fiction Conquered the World írta: Thomas Disch                              | |
| 1998 | The Encyclopedia of Fantasy Szerkesztette: John Clute & John Grant.                                                  | - Space Travel írta: Ben Bova és Anthony R. Lewis - Infinite Worlds: The Fantastic Visions of Science Fiction Art írta: Vincent Di Fate - Spectrum 4: The Best in Contemporary Fantastic Art szerkesztette: Cathy Fenner & Arnie Fenner és Jim Loehr - Science and Other Matters írta: Robert Silverberg                                              |
| 1997 | Time & Chance: An Autobiography írta: L. Sprague de Camp                                                             | - Look at the Evidence írta: John Clute - The Tough Guide to Fantasyland írta: Diana Wynne Jones - The Silence of the Langford írta: Dave Langford - The Faces of Fantasy írta: Patti Perret |
| 1996 | Science Fiction: The Illustrated Encyclopedia írta: John Clute                                                       | - Yours, Isaac Asimov írta: Isaac Asimov, szerkesztette: Stanley Asimov - Alien Horizons: The Fantastic Art of Bob Eggleton írta: Bob Eggleton - Spectrum 2: The Best in Contemporary Fantastic Art szerkesztette: Cathy Fenner & Arnie Fenner - To Write Like a Woman: Essays in Feminism and Science Fiction írta: Joanna Russ                      |
| 1995 | I. Asimov: A Memoir Írta Isaac Asimov                                                                                | - Silent Interviews: On Language, Race, Sex, Science Fiction, and Some Comics írta: Samuel R. Delany - Spectrum: The Best In Contemporary Fantastic Art szerkesztette: Cathy Fenner & Arnie Fenner - Making Book írta: Teresa Nielsen Hayden - The Book On The Edge Of Forever írta: Christopher Priest                                               |
| 1994 | The Encyclopedia of Science Fiction Szerkesztette: John Clute & Peter Nicholls                                       | - Once Around the Bloch: An Unauthorized Autobiography írta: Robert Bloch - PITFCS: Proceedings of the Institute for Twenty-First Century Studies írta: Theodore R. Cogswell - Understanding Comics: The Invisible Art írta: Scott McCloud - The Art of Michael Whelan: Scenes/Visions írta: Michael Whelan                                           |
| 1993 | A Wealth of Fable: An Informal History of Science Fiction Fandom in the 1950s írta: Harry Warner, Jr.                | - Enterprising Women: Television Fandom and the Creation of Popular Myth írta: Camille Bacon-Smith - The Costumemaker's Art írta: Thom Boswell - Virgil Finlay's Women of the Ages írta: Virgil Finlay - Monad Number Two írta: Damon Knight - Let's Hear It for the Deaf Man írta: Dave Langford                                                     |
| 1992 | The World of Charles Addams írta: Charles Addams                                                                     | - Science-Fiction: The Early Years írta: Everett F. Bleiler - The Science Fantasy Publishers: A Critical and Bibliographic History: Third Edition írta: Jack L. Chalker & Mark Owings - The Bakery Men Don't See Cookbook írta: Jeanne Gomoll - Clive Barker's Shadows in Eden írta: Stephen Jones                                                    |
| 1991 | How to Write Science Fiction and Fantasy írta: Orson Scott Card                                                      | - Bury My Heart at W.H. Smith's írta: Brian W. Aldiss - Science Fiction Writers of America Handbook szerkesztette: Kristine Kathryn Rusch & Dean Wesley Smith - Hollywood Gothic írta: David J. Skal - Science Fiction in the Real World írta: Norman Spinrad                                                                                         |
| 1990 | The World Beyond the Hill: Science Fiction and the Quest for Transcendence írta: Alexei Panshin & Cory Panshin       | - Astounding Days írta: Arthur C. Clarke - Harlan Ellison's Watching írta: Harlan Ellison - Grumbles from the Grave írta: Robert A. Heinlein - Dancing at the Edge of the World írta: Ursula K. Le Guin - Noreascon Three Souvenir Book írta: Greg Thokar                                                                                             |
| 1989 | The Motion of Light in Water: Sex and Science Fiction Writing in the East Village 1957-1965 írta: Samuel R. Delany   | - Science Fiction, Fantasy, & Horror: 1987 írta: Charles N. Brown & William G. Contento - The New Encyclopedia of Science Fiction írta: James Gunn - First Maitz írta: Don Maitz - A Biographical Dictionary of Science Fiction and Fantasy Artists írta: Robert Weinberg                                                                             |
| 1988 | Michael Whelan's Works of Wonder írta: Michael Whelan                                                                | - Anatomy of Wonder, 3rd Edition írta: Neil Barron - Science Fiction, Fantasy, & Horror: 1986 írta: Charles N. Brown & William G. Contento - Imagination: The Art & Technique of David A. Cherry írta: David A. Cherry - The Battle of Brazil írta: Jack Matthews                                                                                     |
| 1987 | Trillion Year Spree írta: Brian W. Aldiss és David Wingrove                                                          | - Science Fiction In Print: 1985 írta: Charles N. Brown & William G. Contento - Batman: The Dark Knight Returns írta: Frank Miller & Klaus Janson & Lynn Varley - Industrial Light and Magic: The Art of Special Effects írta: Thomas G. Smith - Only Apparently Real: The World of Philip K. Dick írta: Paul Williams                                |
| 1986 | Science Made Stupid írta: Tom Weller                                                                                 | - The Pale Shadow of Science írta: Brian W. Aldiss - Benchmarks: Galaxy Bookshelf írta: Algis Budrys - The John W. Campbell Letters, Vol. 1 szerkesztette: Perry A. Chapdelaine, Sr., Tony Chapdelaine & George Hay - An Edge in My Voice írta: Harlan Ellison - Faces of Fear: Encounters with the Creators of Modern Horror írta: Douglas E. Winter |
| 1985 | Wonder's Child: My Life in Science Fiction írta: Jack Williamson                                                     | - Sleepless Nights in the Procrustean Bed írta: Harlan Ellison - The Dune Encyclopedia írta: Dr. Willis E. McNelly - The Faces of Science Fiction írta: Patti Perret - In the Heart or in the Head: An Essay in Time Travel írta: George Turner |
| 1984 | The Encyclopedia of Science Fiction and Fantasy, Vol. 3 írta: Donald H. Tuck                                         | - The High Kings írta: Joy Chant - The Fantastic Art of Rowena írta: Rowena Morrill - Dream Makers, Volume II írta: Charles Platt - Staying Alive: A Writer's Guide írta: Norman Spinrad |
| 1983 | Isaac Asimov: The Foundations of Science Fiction írta: James Gunn                                                    | - A Reader's Guide to Fantasy írta: Baird Searles, Beth Meacham & Michael Franklin - The World of the Dark Crystal írta: J. J. Llewellyn, illusztrálta: Brian Froud - The Engines of the Night írta: Barry N. Malzberg - Fear Itself: The Horror Fiction of Stephen King szerkesztette: Tim Underwood & Chuck Miller                                  |
| 1982 | Danse Macabre írta: Stephen King                                                                                     | - Anatomy of Wonder, 2nd Edition írta: Neil Barron - The Art of Leo & Diane Dillon írta: Leo Dillon & Diane Dillon, szerkesztette: Byron Preiss - After Man írta: Dougal Dixon - The Grand Tour írta: Ron Miller & William K. Hartmann |
| 1981 | Cosmos írta: Carl Sagan                                                                                              | - In Joy Still Felt: The Autobiography of Isaac Asimov, 1954-1978 írta: Isaac Asimov - Warhoon 28 írta: Walter A. Willis, szerkesztette: Richard Bergeron - Di Fate's Catalog of Science Fiction Hardware írta: Vincent Di Fate & Ian Summers - Dream Makers írta: Charles Platt                                                                      |
| 1980 | The Encyclopedia of Science Fiction írta: Peter Nicholls                                                             | - In Memory Yet Green írta: Isaac Asimov - Barlowe's Guide to Extraterrestrials írta: Wayne Douglas Barlowe & Ian Summers - The Language of the Night írta: Ursula K. Le Guin, szerkesztette: Susan Wood Glicksohn - Wonderworks írta: Michael Whelan                                                                                                 |

## Fordítás
Ez a szócikk részben vagy egészben  a   Hugo_Award_for_Best_Novel című angol Wikipédia-szócikk fordításán alapul.  Az eredeti cikk szerkesztőit annak laptörténete sorolja fel. Ez a jelzés csupán a megfogalmazás eredetét és a szerzői jogokat jelzi, nem szolgál a cikkben szereplő információk forrásmegjelöléseként.